# 艾因
艾因（阿拉伯语：‎ ；本意是“泉水”）是阿拉伯联合酋长国阿布扎比酋长国的一座城市，邻近阿曼边境。以其綠洲和青銅時代文明遺址出名，很多當地文物收藏在艾因國家博物館。它是阿聯酋第四大城市和最大的內陸城市，此外也是阿布扎比酋長國第二大城市。